# Pylaisiadelpha sharpii
Pylaisiadelpha sharpii är en bladmossart som beskrevs av H. Crum 1986. Pylaisiadelpha sharpii ingår i släktet Pylaisiadelpha och familjen Sematophyllaceae. Inga underarter finns listade i Catalogue of Life.